# De Baandert
De Baandert era un estadio multiusos ubicado en la ciudad de Sittard-Geleen en Países Bajos.

## Historia
Fue inaugurado en 1964, era utilizado principalmente para partidos de fútbol, contaba con capacidad para 22000 espectadores y era la sede del Fortuna Sittard.
La selección nacional jugó en una ocasión en el estadio el 27 de mayo de 1992 en una victoria por 3-2 ante Austria en un partido amistoso. También fue sede de dos eventos del Campeonato Mundial de Atletismo de 1980 que no fueron incluidos en los Juegos Olímpicos de Moscú 1980.
El estadio fue cerrado en 1999 cuando el Fortuna Sittard Stadion fue abierto y al año siguiente fue demolido.